# سیارک ۱۱۷۴۳۰
سیارک ۱۱۷۴۳۰ (به انگلیسی: 117430 Achosyx، نامگذاری:2005AQ26) صد و هفده هزار و چهارصد و سی‌امین سیارک کشف شده‌است که در ۱۳ ژانویه ۲۰۰۵ کشف شد.